# Costera del Corall

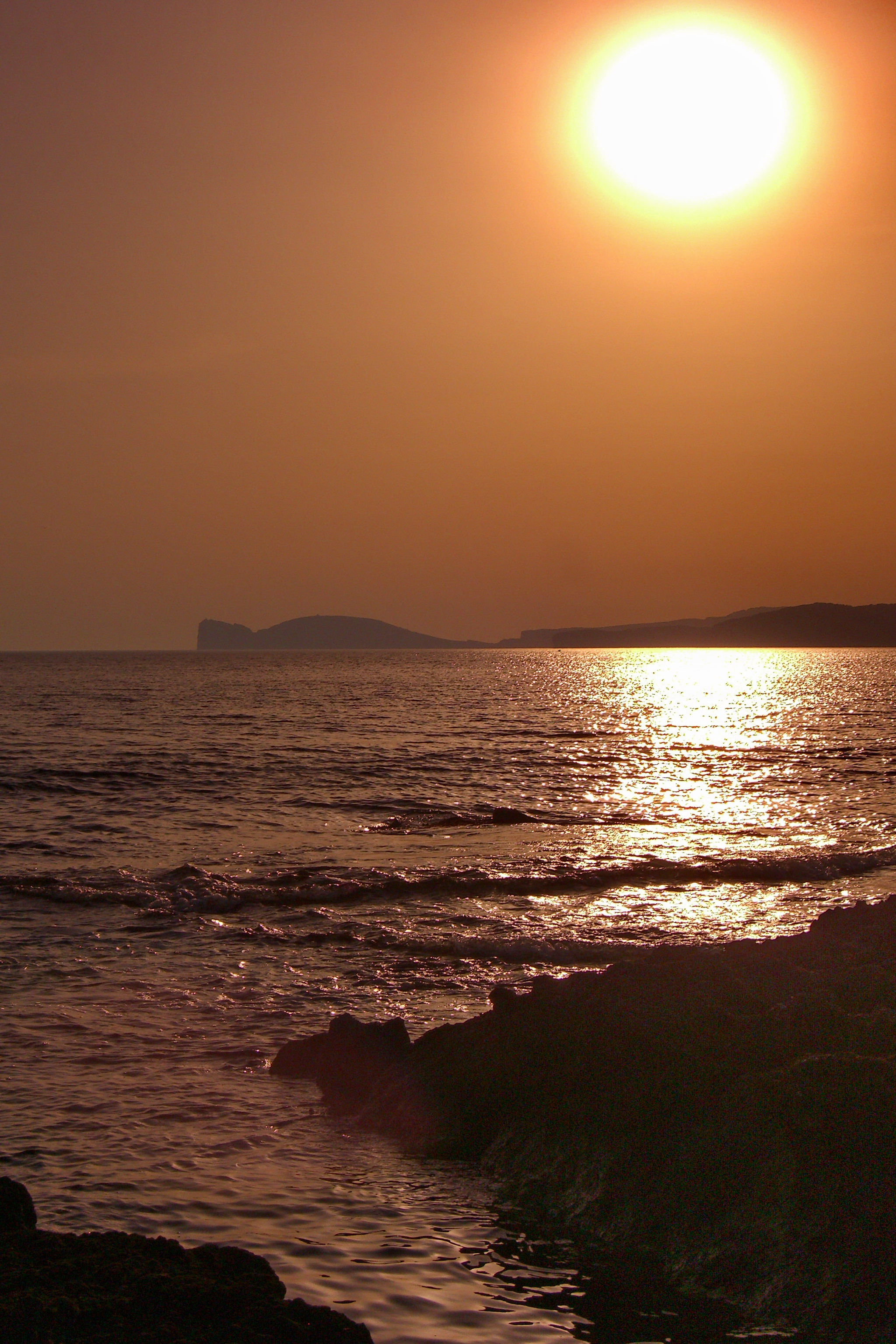
Capvespre amb vistes al Cap de la Caça.

La Costera del Corall és el nom que rep un tram costaner de Sardenya nord-occidental al sud de la planura de la Nurra, on es troba la ciutat de l'Alguer. Es diu així per la gran importància del coral vermell que es pesca a les seves aigües i es treballa per elaborar joies i adorns des de l'època de l'antiga Roma.
És una regió turística, urbana i natural, composta gairebé íntegrament pel municipi de l'Alguer, amb vistes a la Mar de Sardenya, més precisament en la badia de l'Alguer. En zones no urbanes, s'hi troba el Parc natural regional de Port del Comte, i com a part d'aquest, també l'Àrea natural marina protegida Cap de la Caça-Illa Plana.
A més de la ciutat de l'Alguer hi ha algunes frazione o entitats de població (nuclis), entre les quals Fertília, Maristel·la i Tramariu o Tramarill (Tramariglio en italià), llocs tranquils que se superpoblen en els mesos d'estiu. Al territori s'hi troba també l'aeroport de l'Alguer-Fertilia, que sempre ha estat una força impulsora en el desenvolupament de la Costera i que atrau a la ciutat nombrosos turistes tant italians com estrangers gràcies a la major oferta de destinacions nacionals i europees.

## Territori
El seu territori presenta dues principals tipologies: la majoria són planes a la zona sud de la ciutat i la zona mixta al nord, on hi ha la principal alçària de la zona, el Mont d'Olla o mont Dolla (Monte Doglia en italià), que tot i només arribar a 442 metres s'alça com el "cim" el més alt de la zona. Al nord-oest del lloc es troba el promontori massiu de Cap de la Caça amb vistes a la badia de l'Alguer. Al llarg de la costa ens trobem amb moltes ancorades i si a la costa sud el litoral es presenta irregular (amb l'excepció de la platja de l'Esperança o Port Pollina, a la localitat de L'Esperança), a la part nord hi ha les platges que serpentegen de manera gairebé contínua des del port de l'Alguer a Fertília (uns 7 kilòmetres) i després donen pas, un cop superada el nucli de Fertília, a ancorades i cales intercalades amb platges i pinedes dunars com ara la platja de les Bombardes (Le Bombarde en italià), fins a arribar a Port del Comte, prop de la qual hi ha una altra petit poble, nucli o "fracció" de l'Alguer, Maristel·la. Continuant cap al nord-oest es troba la platja i pineda de Mugoni, i després s'hi arriba als pobles de Tramariu o Tramarill (Tramariglio) i Pischina Salida (traducció del sard: marjal o aiguamolls salat, albufera), abans d'arribar al Cap de la Caça, on, entre d'altres, s'hi troba l'accés terrestre a la Cova de Neptú.

## Illes
- Illa Plana
- Illa Foradada

## Galeria d'imatges

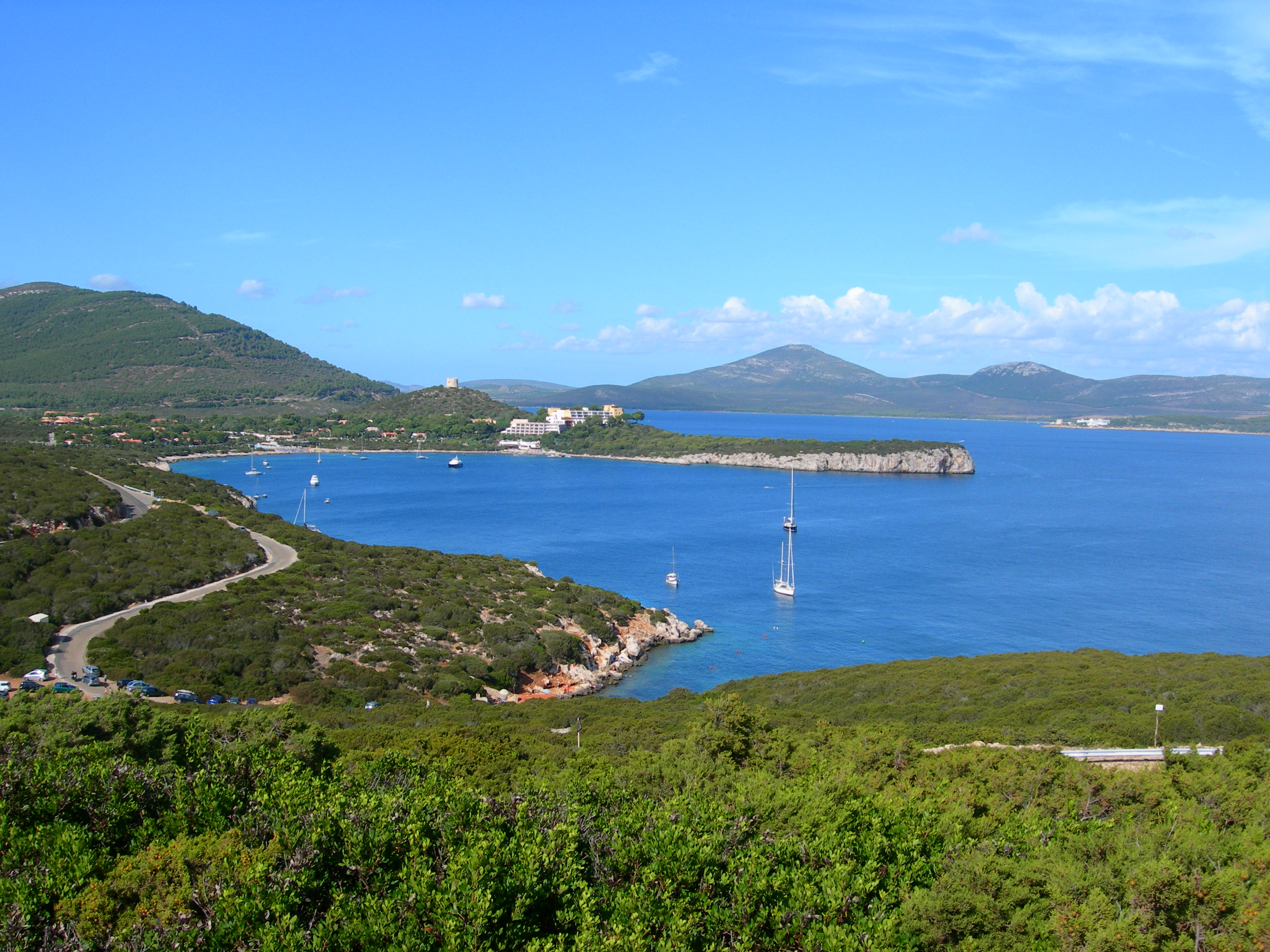
Una vista de la pintoresca petita badia prop de Tramariu
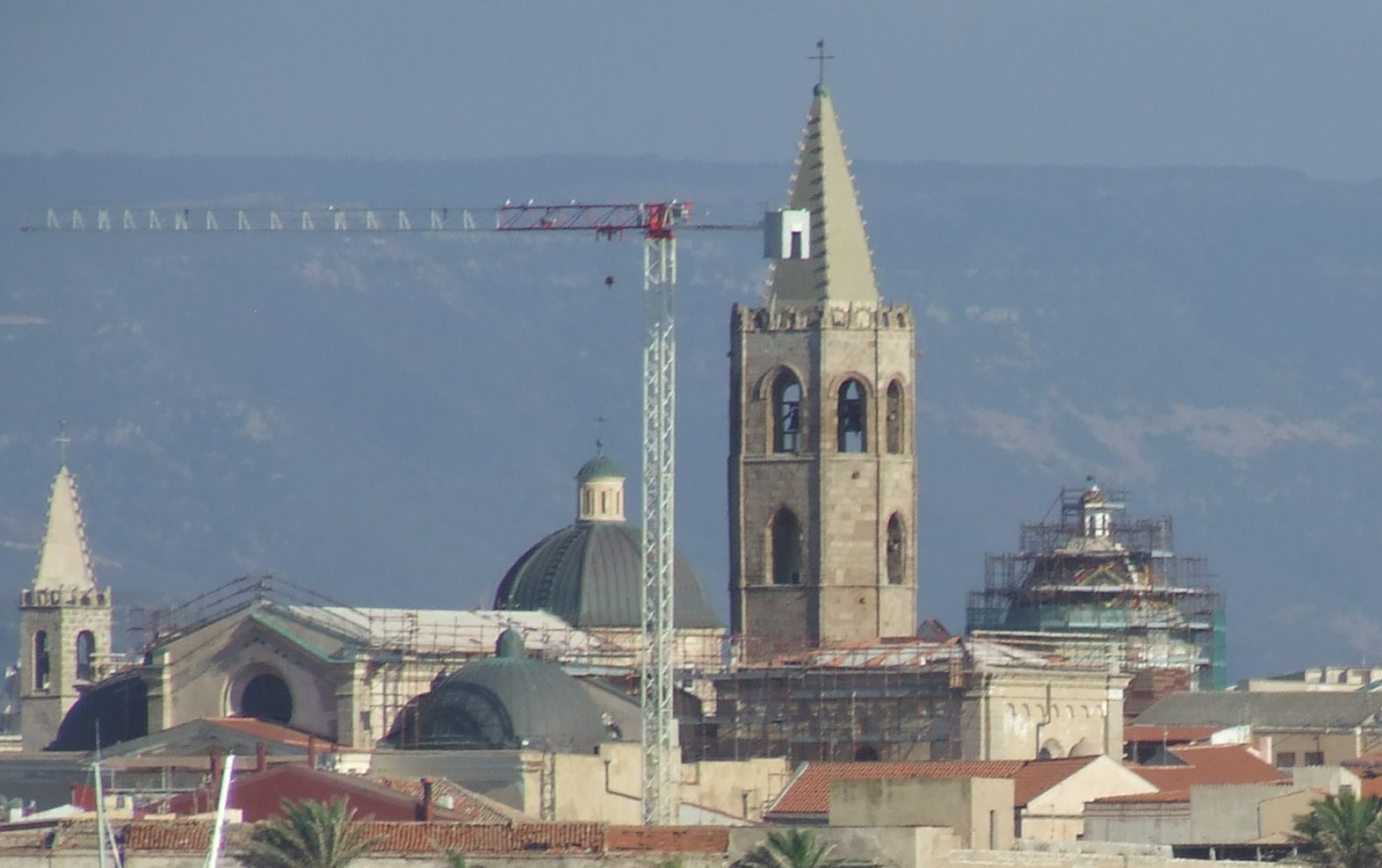
El campanil o campanar de l'Alguer és un dels símbols de la ciutat i de la Costera del Corall
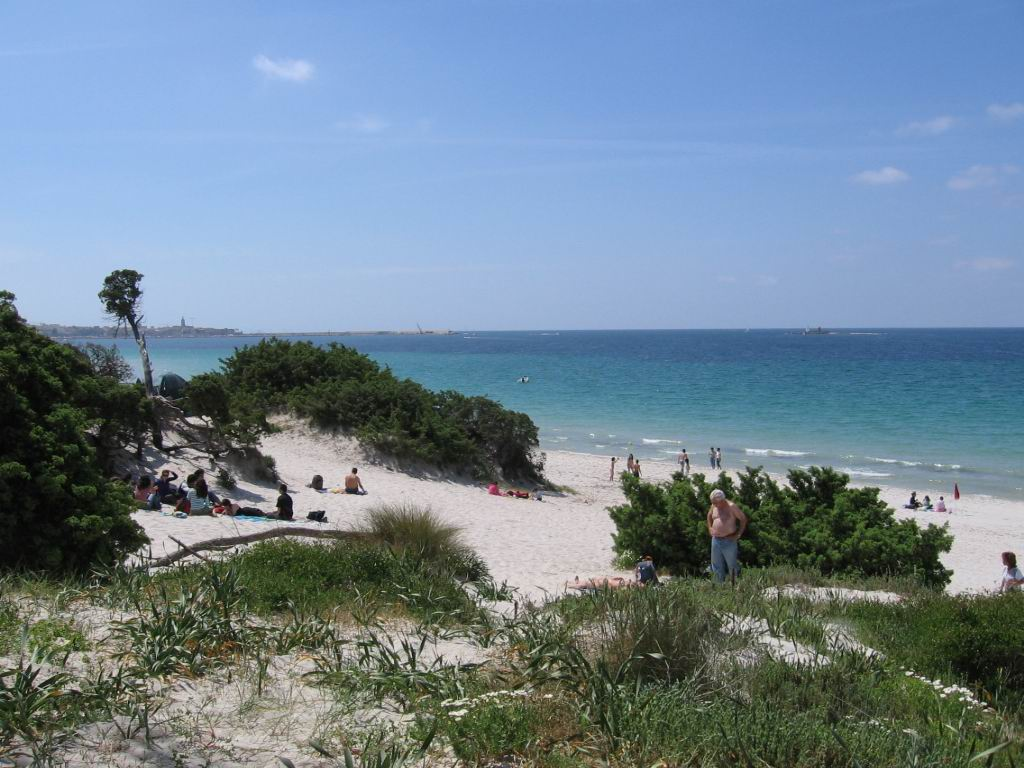
Un tram de la platja al llarg de la pineda dunar de Maria Pia
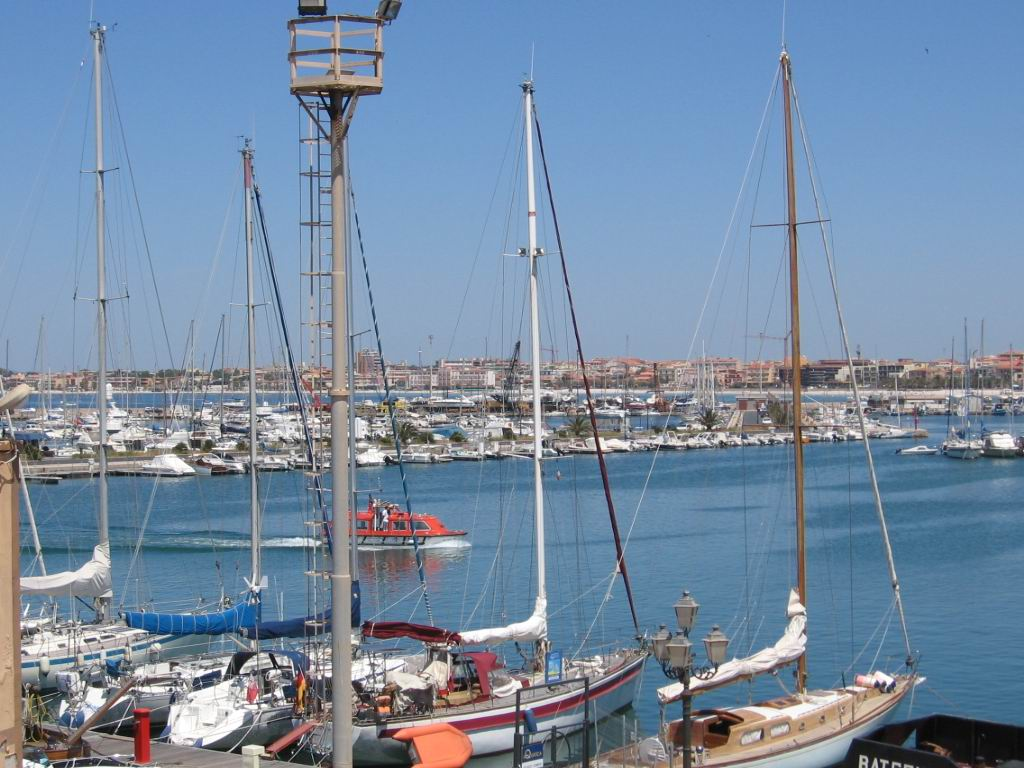
El port de l'Alguer és el principal punt d'acoblament de la Costera
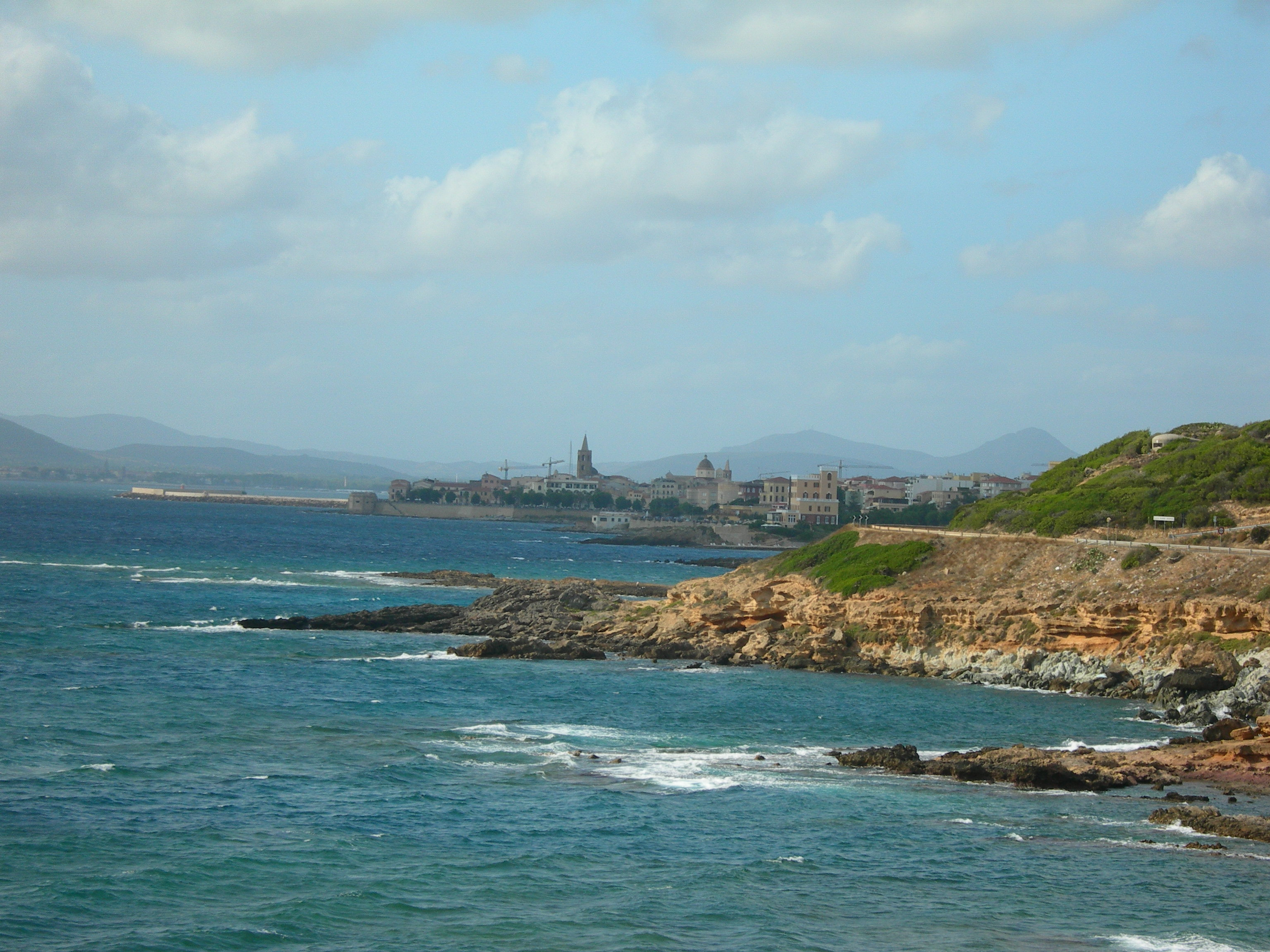
Un panorama de la zona sud de la ciutat de l'Alguer
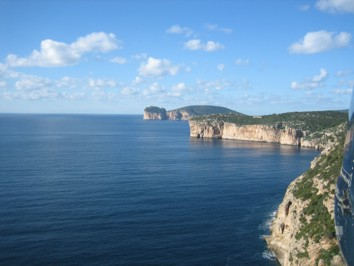
Punta del Lliri i, darrera d'ella, el Cap de la Caça
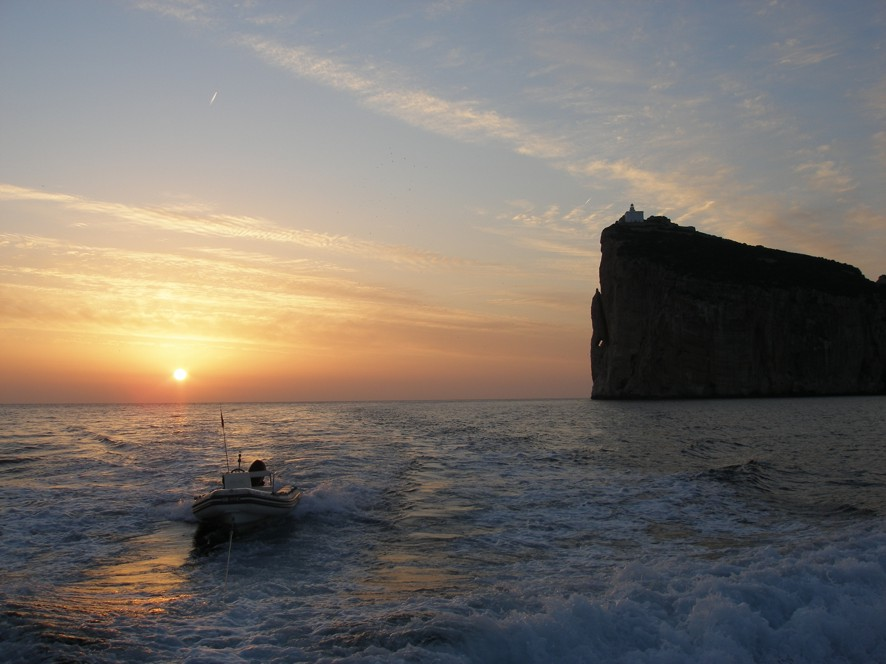
Capvespre